# Inflammabilité

Symbole du système général harmonisé de classification et d'étiquetage des produits chimiques indiquant un produit chimique inflammable.

Diagramme d'inflammabilité du méthane. Zone en orange : compositions inflammables. Ligne en bleu : mélanges méthane-air. Ligne en rouge : oxygène et méthane dans les proportions stœchiométriques de la combustion. Ligne en brun : 12 % d'oxygène.

L'inflammabilité est la capacité d'un combustible à s'enflammer et à maintenir sa combustion. Quatre composantes sont définies concernant l'étude de l'inflammabilité ,:
1. l'ignitabilité (capacité du combustible à s'enflammer)
2. la combustibilité (intensité du brulage)
3. la durabilité (capacité du combustible à maintenir sa combustion)
4. la consumabilité (taux de consommation du combustible par le feu)

## Ambiguïté linguistique
Le terme inflammable provient du verbe latin inflammare qui signifie « allumer, incendier ». Par suite, il s'est transformé en inflammer en moyen français, puis est devenu enflammer. Le terme inflammable est donc construit sur l'ancienne forme du verbe (inflammer + suffixe -able, de façon similaire au latin médiéval inflammabilis). Les adjectifs antonymes sont apyre, ignifuge/ignifugé et ininflammable (construit à l'aide du préfixe in- + inflammable). Dans les autres langues romanes, les termes équivalent sont similaires : 
| français  | inflammable  | ininflammable  |
| espagnol  | inflamable   | ininflamable   |
| italien   | infiammabile | ininfiammabile |
| portugais | inflamável   | ininflamável   |

En anglais, le mot inflammable était anciennement un mot transparent, mais il a été remplacé par le terme flammable (construit sur le latin flammare « prendre feu » + -able de façon similaire à l'adjectif flammabilis) dans les usages modernes de la langue. On pourrait dès lors penser (à tort) que l'antonyme est inflammable (à partir du préfixe latin in- exprimant la négation), et constituerait dès lors un faux-ami signifiant ininflammable. L'antonyme correct étant non-flammable (ou non-inflammable).